# Dinamalar
Dinamalar is een Tamil-dagblad, dat uitkomt in de Indiase deelstaat Tamil Nadu. De krant werd in 1951 in Trivandrum opgericht door de vrijheidsstrijder en filantroop T.V. Ramasubbhaiyer (1908-1984), dit om de gevoelens en rechten van de Tamils een platform te bieden. De krant groeide daarna uit tot een van de leidende Tamil-bladen in de staat. De krant heeft nu de grootste oplage in Tamil Nadu. De broadsheet verschijnt in verschillende edities: in Chennai (waar het blad zijn hoofdkantoor heeft), Coimbatore, Madurai, Puducherry, Tirunelveli, Nagercoil, Tiruchirappalli, Erode, Vellore en Salem. Het blad is in handen van de zoons van de oprichter.